# Річна
Річна́ (рос. Речная, марій. Лаврасола) — присілок у складі Звениговського району Марій Ел, Росія. Входить до складу Кужмарського сільського поселення.

## Населення
Населення — 66 осіб (2010; 34 у 2002).
Національний склад (станом на 2002 рік):
- марі — 98 %